# Kaspar Velkener
Kaspar Velkener, Felkener (ur. w Gdańsku, zm. 7 maja 1499 we Fromborku) – kanonik kapituły warmińskiej we Fromborku.
Z pochodzenia gdańszczanin, prawdopodobnie w czasie studiów w Rzymie w 1482 uzyskał prowizję papieską na godność kanonika warmińskiego. Objął prebendę we Fromborku zapewne rok później i przebywał na Warmii do wiosny 1485, kiedy uzyskał urlop na kontynuowanie studiów w Rzymie. Przewidywany początkowo jako dwuletni pobyt w Rzymie przedłużył się, kiedy Velkener uzyskał nominację na szambelana papieża Innocentego VIII. Jako dworzanin papieski gromadził też inne prebendy – został kanonikiem włocławskim i chełmińskim oraz otrzymał ekspektatywy na kanonie wrocławską i lubecką, o które procesował się w kolejnych latach.
W Rzymie Velkener pozostawał przez dłuższy czas przedstawicielem kapituły warmińskiej i biskupów, skonfliktowanych ówcześnie z królami Polski. Reprezentował interesy biskupa Tungena, a po jego śmierci zabiegał z powodzeniem o potwierdzenie papieskie dla elekta kapituły Watzenrodego. W 1493 powrócił na stałe do Fromborka i opiekował się m.in. katedralnym kolegium wikariuszy. Zmarł we Fromborku 7 maja 1499, pochowany został w miejscowej katedrze.